# Phyllomacromia bispina
Phyllomacromia bispina är en trollsländeart som först beskrevs av Fraser 1954.  Phyllomacromia bispina ingår i släktet Phyllomacromia och familjen skimmertrollsländor. IUCN kategoriserar arten globalt som livskraftig. Inga underarter finns listade i Catalogue of Life.